# 1891 a jogalkotásban
1891-ben az alábbi jogszabályokat alkották meg:

## Magyarország

### Törvények
- 1891. évi I. törvénycikk A szőlőterületeknek adandó ujabb állami kedvezményekről
- 1891. évi II. törvénycikk A magyar északkeleti vasut-részvénytársaság vasutvonalainak megváltása iránt az 1890. évi XXXI. törvénycikk alapján mult évi junius 16-án/julius 4-én megkötött szerződés jóváhagyása és beczikkelyezéséről
- 1891. évi III. törvénycikk Az Olaszországgal 1890. évi julius 8-án Bécsben az irodalmi vagy művészeti művek szerzői jogának kölcsönös oltalma végett kötött államszerződés beczikkelyezése tárgyában
- 1891. évi IV. törvénycikk A Svájczczal 1890. évi deczember 5-én kötött állategészségügyi egyezmény beczikkelyezéséről
- 1891. évi V. törvénycikk Az Olaszországgal 1887. évi deczember hó 7-én kötött és az 1888. évi XV. törvénycikkbe iktatott kereskedelmi és hajózási szerződés felmondására megállapitott határidőnek meghosszabbitása iránt létrejött megegyezés beczikkelyezéséről
- 1891. évi VI. törvénycikk A méter-mérték behozataláról szóló 1874:VIII. tc. némely határozmányainak módositásáról
- 1891. évi VII. törvénycikk Mittelberg osztrák községnek a német birodalom vámrendszeréhez való csatolása iránt a német birodalommal 1890. évi deczember hó 2-án kötött szerződés beczikkelyezéséről
- 1891. évi VIII. törvénycikk A bosnyák-herczegovinai csapattestek behozataláról, a magyar korona országainak területére
- 1891. évi IX. törvénycikk A szegedi rakpart mentén 1890. év folyamán teljesitett kőhányási munkálatok költségeinek fedezéséről
- 1891. évi X. törvénycikk A hadsereg, hadtengerészet, honvédség és népfölkelés tiszti és legénységi özvegyeinek és árváinak ellátásáról szóló 1887. évi XX. törvénycikk határozmányainak kiterjesztéséről
- 1891. évi XI. törvénycikk A honvédség tartalék-készleteinek kiegészitésére szükséges ismétlőpuskák beszerzésének engedélyezéséről
- 1891. évi XII. törvénycikk A magyarországi evangelikus reformált közalap és az ágostai hitvallásu evangelikus egyház-egyetem hasonczélu egyesitett alapja javára felveendő nyeremény-kölcsön engedélyezése tárgyában
- 1891. évi XIII. törvénycikk Az ipari munkának vasárnapi szüneteléséről
- 1891. évi XIV. törvénycikk Az ipari és gyári alkalmazottaknak betegség esetén való segélyezéséről
- 1891. évi XV. törvénycikk A kisdedóvásról
- 1891. évi XVI. törvénycikk Az 1886. évi XXIX. és 1889. évi XXXVIII. törvénycikkek módositásáról és pótlásáról
- 1891. évi XVII. törvénycikk A birói és ügyészi szervezet módositásáról
- 1891. évi XVIII. törvénycikk Az 1889. évi XVI. tc. végrehajtásában Fiume szabad kikötő területének az osztrák-magyar vámterületbe való bevonása iránt teendő intézkedésekről
- 1891. évi XIX. törvénycikk A birodalmi tanácsban képviselt királyságok és országok kormánya által Triesztnek az osztrák-magyar vámterületbe való beolvasztása tekintetében teendő intézkedésekhez való hozzájárulásról
- 1891. évi XX. törvénycikk A czukoradóra, az ásványolajra, valamint a czukor- és sörfogyasztási adóra vonatkozó törvényeknek az eddigi fiumei vámkülzetben leendő életbeléptetéséről
- 1891. évi XXI. törvénycikk A közös hadsereg (haditengerészet) és a magyar királyi honvédség egyéneinek katonai ellátásáról szóló 1875. évi LI. törvénycikk IV., V. és VI. mellékleteinek módositásáról
- 1891. évi XXII. törvénycikk A réz váltópénz szaporitásáról
- 1891. évi XXIII. törvénycikk A közös hadügyminister által a magyar népfölkelés részére átengedett Werndl-fegyverek és az azokhoz tartozó töltények visszaszállitásából eredő költségek engedélyezéséről
- 1891. évi XXIV. törvénycikk A budapesti Duna-jobbparti gőzmozdonyú körvasutról
- 1891. évi XXV. törvénycikk A szab. osztrák-magyar államvasuttársaság magyarországi vasutvonalainak megváltásáról
- 1891. évi XXVI. törvénycikk A Nagy-Szeben-vöröstoronyi helyi érdekü vasut Nagy-Szebentől Felekig terjedő vonalának megépitésére és üzleti berendezésére szükséges költségek biztositásáról
- 1891. évi XXVII. törvénycikk Az 1868:XXX. tc. 21. §-a módositása tárgyában
- 1891. évi XXVIII. törvénycikk Az 1889. deczember 31-ikéig a horvát-szlavon földtehermentesitési pótlék bevételeiből felhalmozódott feleslegek hováforditásáról és a horvát-szlavon földtehermentesitési adósság beváltásáról
- 1891. évi XXIX. törvénycikk Az "osztrák-magyar Lloyd" gőzhajózási vállalattal fennálló és az 1888. évi XXI. törvénycikkel beiktatott hajózási és postaszerződés megszüntetéséről, ugyszintén az 1887. évi XXIV. törvénycikkel meghosszabbitott vám- és kereskedelmi szövetség VI. czikkének módositásáról
- 1891. évi XXX. törvénycikk Az "Adria" magyar tengerhajózási részvénytársasággal kötött szerződés beczikkelyezéséről
- 1891. évi XXXI. törvénycikk A consuli biráskodás szabályozásáról
- 1891. évi XXXII. törvénycikk Az 1890. évi közösügyi költségekre a magyar korona országai által pótlólag fizetendő összegről
- 1891. évi XXXIII. törvénycikk A vármegyei közigazgatás rendezéséről
- 1891. évi XXXIV. törvénycikk A kézi lőfegyvereknek kötelező megvizsgálásáról
- 1891. évi XXXV. törvénycikk A honvédségről szóló 1890. évi V. törvénycikk 4. §-ának módositásáról
- 1891. évi XXXVI. törvénycikk A véderőről szóló 1889. évi VI. törvénycikk 17. és 52. §-ának módositásáról
- 1891. évi XXXVII. törvénycikk Az 1892. év öt első hónapjában viselendő közterhekről és fedezendő állami kiadásokról
- 1891. évi XXXVIII. törvénycikk A szab. osztrák-magyar államvasuttársaság magyarországi vasutvonalainak megváltása iránt az 1891. évi XXV. törvénycikk alapján az 1891. évi junius 7-én/julius 11-én megkötött szerződés jóváhagyása és beczikkelyezéséről
- 1891. évi XXXIX. törvénycikk A honvédelmi ministerium részére szükséges 500,000 forint póthitel engedélyezéséről
- 1891. évi XL. törvénycikk A rumán királysággal létesitendő vasuti és közuti összeköttetésekről, s ugy az ezekre, mint a már létező csatlakozásokra vonatkozó viszonyok szabályozásáról
- 1891. évi XLI. törvénycikk A határ- és földmérési jelek büntetőjogi védelméről
- 1891. évi XLII. törvénycikk Kereskedelmi viszonyainknak a Törökbirodalommal és Bulgáriával, valamint Spanyolországgal és Portugáliával való ideiglenes rendezéséről
- 1891. évi XLIII. törvénycikk A népoktatási nyilvános tanintézetek s nyilvános kisdedóvó intézetek tanitóinak s nevelőinek nyugdijazásáról, valamint azok özvegyeinek és árváinak gyámolitásáról szóló 1875:XXXII. törvénycikk módositása tárgyában